# Brooklyn Decker
Danielle Brooklyn Decker (sinh ngày 12 tháng 4 năm 1987) là một người mẫu thời trang Mỹ của Sport Illustrated kiêm nữ diễn viên và là vợ của tay vợt Mỹ Andy Roddick. Cô được báo giới gọi là "Mỹ nhân mặc bikini đẹp nhất thế giới" với làn da trắng ngần và vóc dáng hoàn hảo

## Tiểu sử và công việc
Brooklyn Decker sinh ra ở Kettering, Ohio, là con gái của Tessa (nhũ danh Moore), một y tá, và Stephen Decker một người bán máy trợ tim. Cô có một em trai, Jordan. Cô cùng gia đình cô chuyển đến Middletown, Ohio, sau đó là Matthews, Bắc Carolina ở vùng ngoại ô Charlotte. Decker bắt đầu sự nghiệp người mẫu của mình với việc quảng cáo cho Mauri Simone. Cô giành một giải về người mẫu năm 2003.
Không chỉ trung thành với nghề người mẫu, Decker còn có nhiều sáng tạo mang tính đột phá phản bác lại một số cách giữ phom thiếu khoa học. Khi mới vào nghề, Decker từng bị ép phải tuân theo một chương trình ăn kiêng theo kiểu hành xác. Công ty quản lý của Decker muốn xây dựng hình mẫu mình dây và họ ép cô phải tuân thủ nghiêm ngặt thực đơn đạm bạc nhưng cô từ chối và làm theo ý kiến của mình.
Trong lĩnh vực điện ảnh, cô nhận giải Teen Choice Award cho hạng mục Nữ diễn viên mới triển vọng. Các đạo diễn ở Hollywood ngạc nhiên về taì diễn xuất của "diễn viên tay ngang" Decker.